# Poznań Open
Il Poznań Open è un torneo professionistico di tennis giocato sulla terra rossa, che fa parte dell'ATP Challenger Tour. Si gioca annualmente al Park Tenisowy Olimpia di Poznań in Polonia dal 2004.

## Nome del torneo
Dalla prima edizione del 2004 fino a quella del 2010, il torneo ebbe la denominazione Poznań Porsche Open legata allo sponsor, nel 2011 si aggiunse un altro sponsor e prese il nome Poznań Porsche Open powered by Enea. Dal 2012 lo sponsor principale è la municipalità di Poznań ed è stato ribattezzato Poznań Open. L'edizione del 2020 non si è giocata a causa della pandemia di COVID-19.

## Albo d'oro

### Singolare
| Anno | Campione                | Finalista                   | Punteggio           |
| ---- | ----------------------- | --------------------------- | ------------------- |
| 2025 | Filip Misolic           | Dalibor Svrčina             | 6–2, 6–0            |
| 2024 | Maks Kaśnikowski        | Camilo Ugo Carabelli        | 3–6, 6–4, 6–3       |
| 2023 | Mariano Navone          | Tomás Barrios Vera          | 7–5, 6–3            |
| 2022 | Arthur Rinderknech      | Tomás Barrios Vera          | 6–3, 7–6(2)         |
| 2021 | Bernabé Zapata Miralles | Jiří Lehečka                | 6–3, 6–2            |
| 2020 | Non disputato           | Non disputato               | Non disputato       |
| 2019 | Tommy Robredo           | Rudolf Molleker             | 5–7, 6–4, 6–1       |
| 2018 | Hubert Hurkacz          | Tarō Daniel                 | 6–1, 6–1            |
| 2017 | Aleksej Vatutin         | Guido Andreozzi             | 2–6, 7–6(10), 6–3   |
| 2016 | Radu Albot              | Clément Geens               | 6–2, 6–4            |
| 2015 | Pablo Carreño Busta     | Radu Albot                  | 6–4, 6–4            |
| 2014 | David Goffin            | Blaž Rola                   | 6–4, 6–2            |
| 2013 | Andreas Haider-Maurer   | Damir Džumhur               | 4–6, 6–1, 7–5       |
| 2012 | Jerzy Janowicz          | Jonathan Dasnières de Veigy | 6–3, 6–3            |
| 2011 | Rui Machado             | Jerzy Janowicz              | 6–3, 6–3            |
| 2010 | Denis Gremelmayr        | Andrej Kuznecov             | 6–1, 6–2            |
| 2009 | Peter Luczak            | Jurij Ščukin                | 3–6, 7–6(4), 7–6(6) |
| 2008 | Nicolas Devilder        | Björn Phau                  | 7–5, 6–0            |
| 2007 | Raemon Sluiter          | Júlio Silva                 | 6–4, 6–3            |
| 2006 | Jan Hájek               | Ilija Bozoljac              | 6–4, 6–3            |
| 2005 | Tejmuraz Gabašvili      | Adrián García               | 6–4, 6–2            |
| 2004 | Tomáš Zíb               | Juan Pablo Brzezicki        | 6(4)–7, 7–6(3), 6–3 |

### Doppio
| Anno | Campione                                    | Finalista                         | Punteggio           |
| ---- | ------------------------------------------- | --------------------------------- | ------------------- |
| 2025 | Sergio Martos Gornés Vijay Sundar Prashanth | Alexandru Jecan Bogdan Pavel      | 2–6, 7–5, [10–8]    |
| 2024 | Orlando Luz Marcelo Zormann                 | Jakob Schnaitter Mark Wallner     | 5–7, 6–2, [10–6]    |
| 2023 | Karol Drzewiecki Petr Nouza                 | Ariel Behar Adam Pavlásek         | 7–6(2), 7–6(2)      |
| 2022 | Hunter Reese Szymon Walków (2)              | Marek Gengel Adam Pavlásek        | 1–6, 6–3, [10–6]    |
| 2021 | Zdeněk Kolář Jiří Lehečka                   | Karol Drzewiecki Aleksandar Vukic | 6–4, 3–6, [10–5]    |
| 2020 | Non disputato                               | Non disputato                     | Non disputato       |
| 2019 | Andrea Vavassori David Vega Hernández       | Pedro Martínez Mark Vervoort      | 6–4, 6(4)–7, [10–6] |
| 2018 | Mateusz Kowalczyk (2) Szymon Walków (1)     | Attila Balázs Andrea Vavassori    | 7–5, 6(8)–7, [10–8] |
| 2017 | Guido Andreozzi Jaume Munar                 | Tomasz Bednarek Gonçalo Oliveira  | 6(4)–7, 6–3, [10–4] |
| 2016 | Aleksandre Metreveli Peng Hsien-yin         | Mateusz Kowalczyk Kamil Majchrzak | 6–4, 3–6, [10–8]    |
| 2015 | Michail Elgin Mateusz Kowalczyk (1)         | Julio Peralta Matt Seeberger      | 3–6, 6–3, [10–6]    |
| 2014 | Radu Albot Adam Pavlásek                    | Tomasz Bednarek Henri Kontinen    | 7–5, 2–6, [10–8]    |
| 2013 | Gero Kretschmer Alexander Satschko          | Henri Kontinen Mateusz Kowalczyk  | 6–3, 6–3            |
| 2012 | Rameez Junaid Simon Stadler                 | Adam Hubble Nima Roshan           | 6–3, 6–4            |
| 2011 | Olivier Charroin Stéphane Robert            | Franco Ferreiro André Sá          | 6–2, 6–3            |
| 2010 | Rui Machado Daniel Muñoz de la Nava         | James Cerretani Adil Shamasdin    | 6–2, 6–3            |
| 2009 | Sergio Roitman Alexandre Sidorenko          | Michael Kohlmann Rogier Wassen    | 6–4, 6–4            |
| 2008 | Johan Brunström Jean-Julien Rojer           | Santiago Giraldo Alberto Martín   | 4–6, 6–0, [10–6]    |
| 2007 | Marc López Santiago Ventura                 | Flavio Cipolla Ivo Klec           | 6–2, 5–7, [10–3]    |
| 2006 | Tomasz Bednarek Michał Przysiężny           | Vasilīs Mazarakīs Jan Mertl       | 6–3, 3–6, [10–8]    |
| 2005 | Łukasz Kubot Filip Urban                    | Adrián García Tomas Tenconi       | 6(5)–7, 6–3, 6–2    |
| 2004 | Adam Chadaj Stéphane Robert                 | Tomáš Cibulec David Škoch         | 3–6, 6–1, 6–2       |